# Oliverella rubroviridis
Oliverella rubroviridis là một loài thực vật có hoa trong họ Loranthaceae. Loài này được Tiegh. mô tả khoa học đầu tiên năm 1895.